# The Intrusion at Lompoc
The Intrusion at Lompoc è un cortometraggio muto del 1912 diretto da Allan Dwan. Prodotto dall'American Film Manufacturing Company (con il nome Flying A), fu distribuito dalla Film Supply Company e uscì in sala il 14 novembre 1912. Gli interpreti principali sono J. Warren Kerrigan e Pauline Bush.

## Trama
Il tranquillo tran tran della piccola città di Lompoc va a carte quarant'otto quando dalla diligenza scende un affascinante giocatore d'azzardo che conquista il cuore delle signore del posto, provocando altresì la gelosia degli altri uomini.

## Produzione
Il film fu prodotto nel 1912 dalla Flying A, ovvero la American Film Manufacturing Company.

## Distribuzione
Distribuito dalla Film Supply Company, il film - un cortometraggio in una bobina - uscì nelle sale USA il 14 novembre 1912.